# Analco, Huehuetlán el Grande
Analco är en ort i Mexiko.   Den ligger i kommunen Huehuetlán el Grande och delstaten Puebla, i den sydöstra delen av landet, 130 km sydost om huvudstaden Mexico City. Analco ligger 1 349 meter över havet och antalet invånare är 540.
Terrängen runt Analco är kuperad. Runt Analco är det glesbefolkat, med 18 invånare per kvadratkilometer. Närmaste större samhälle är San Sebastián Tenango, 7,9 km söder om Analco. I omgivningarna runt Analco växer huvudsakligen savannskog.